# Damien Hirst
Damien Hirst (Bristol, 7 de juny de 1965) és un artista britànic, integrant representatiu del grup anomenat Young British Artists («joves artistes britànics», o YBAs per les seves sigles en anglès). Ha dominat l'escena de l'art en Anglaterra des de principis dels 90 i és internacionalment conegut com l'artista viu amb l'obra millor pagada.

## Biografia
Va néixer a Bristol i va créixer a Leeds. El seu pare era un venedor de cotxes, va deixar a la seva família quan Hirst tenia 12 anys. La seva mare, Mary, catòlica, va treballar per a la Citizens Advice Bureau i afirma que va perdre el control sobre l'artista quan aquest era molt jove. Hirst va ser arrestat en dues ocasions per robatori en botigues. El que sí que va fer la mare va ser fomentar el seu gust pel dibuix. La seva professora d'art va suplicar que a Hirst li permetessin l'entrada en el sisè curs, on va obtenir bones qualificacions, assolint un nivell "I" en la categoria d'art. Va assistir a la Universitat de Leeds, en Art i Disseny, encara que la primera vegada que ho va sol·licitar se li va denegar l'admissió.
Va treballar durant dos anys en l'habilitació de solars de construcció a Londres; després va estudiar Belles Arts a la Universitat de Londres (1986-89), encara que de nou va veure rebutjada la seva primera sol·licitud. Sent estudiant, Hirst treballava a temps parcial en un dipòsit de cadàvers, una experiència que va influir posteriorment en la seva elecció de temes i materials.
Durant els anys noranta va estar relacionat amb el col·leccionista Charles Saatchi, promotor dels Young British Artists, però les friccions es van incrementar fins al punt d'acabar-se la relació el 2003.
Hirst ha admès sempre seriosos problemes de drogues i alcohol, almenys durant deu anys, del període dels anys 90. Durant aquest temps va ser reconegut pel seu salvatge comportament i actes escandalosos, incloent, per exemple, col·locar-se un cigarret en la punta del penis davant dels periodistes. Va ser un assidu del Groucho Club al Soho londinenc, del que va ser expulsat i vetat alguna vegada pel seu mal comportament.
Hirst havia conegut a Joe Strummer (l'antic cantant de The Clash), a Glastonbury, en 1995; s'havien fet grans amics, i fins i tot celebraven les festes familiars junts. Just abans del nadal de 2002, Strummer va morir d'un atac cardíac fulminant. Aquest esdeveniment va tenir un profund efecte en Hirst, qui va declarar: «Aquesta és la primera vegada que m'he sentit mortal.»
Després d'aquesta desgràcia, va donar molt dels seus diners i va dedicar gran part del seu temps a la fundació de caritat Strummerville, dedicada a ajudar a joves músics. Així mateix, últimament Hirst ha demostrat gran interès pel cristianisme.
Està casat amb la californiana Maia Norman; amb ella té 3 fills, Connor, nascut el 1995, Cassius, nascut el 2000, i Cyrus, nascut el 2007. Des del naixement de Connor, ha passat la major part del seu temps en la seva coneguda casa de camp, una posada de 300 anys d'antiguitat situada al nord de Devon.

## Obra
La mort és el tema central del seu treball. És conegut sobretot per les seves sèries d'Història natural ("Natural History"), en les quals, animals morts (com taurons, ovelles o vaques) són preservats, de vegades disseccionats, en formol. Un dels seus treballs més icònics és La impossibilitat física de la mort en la ment d'algú viu. Es tracta d'un tauró tigre de 14 peus de llarg immers en una vitrina amb formol. A causa de la descomposició del tauró tigre, va ser reemplaçat amb un nou espècimen el 2006. La seva venda per 10 milions de dòlars, en 2004, va fer d'ell el segon artista viu més car, després de Jasper Johns.
Al juny de 2007, Hirst va assolir superar a Jaspers en aquest apartat amb la venda de la seva obra "Cofre de medicines" (Medicine Chest, en l'exposició Lullaby Spring), per nou milions sis-centes cinquanta mil lliures esterlines, en la casa de subhastes Sotheby's de Londres. El 30 d'agost de 2007, Hirst va superar la seva anterior venda de Lullaby Spring amb el seu treball Per l'amor de Déu (For the Love of God), una calavera humana autèntica, tota ella incrustada de diamants, 8.601 en total, que va arribar els cinquanta milions de lliures esterlines (74 milions d'euros), pagats per un grup inversionista desconegut.
Altra gran venda va ser l'aconseguida per l'obra The golden calf, per la qual va obtenir a Sotheby's 10.34 milions de lliures (uns 13 milions d'euros). Se li calcula una fortuna superior als mil milions de dòlars, sent més ric que altres coneguts magnats britànics com Mick Jagger o Elton John.
També és conegut per les seves pintures girants («spin paintings»), fetes en una superfície circular que gira, i pintura de punts («spot painting»), els quals consisteixen en files de cercles acolorits a l'atzar; aquestes obres han estat molt imitades en gràfics comercials.
Sent la mort el tema central en la seva obra, aquesta sempre ha estat envoltada de gran polèmica, més o menys premeditada i, per tant, d'un gran seguiment mediàtic. Per exemple, les autoritats de Nova York li van negar en el seu moment el permís per a exposar l'obra Parella morta cardant dues vegades, dos cadàvers d'un toro i una vaca surant en formaldehid.
Durant l'estiu de 2008 fou notícia per saltar-se els circuits habituals de la compravenda d'art i subhastar 223 obres seves a la casa Sotheby's de Londres, amb un preu total de venda que ascendia als 198 milions de dòlars.